# Draba fedtschenkoi
Draba fedtschenkoi är en korsblommig växtart som först beskrevs av Richard Richardowitsch Pohle, och fick sitt nu gällande namn av Ernest Friedrich Gilg och Alexandr Innokentevich Tolmatchew. Draba fedtschenkoi ingår i släktet drabor, och familjen korsblommiga växter. Inga underarter finns listade i Catalogue of Life.